# Unión de Curtidores
Az Unión de Curtidores (nevének jelentése: tímárunió) egy megszűnt mexikói labdarúgócsapat, amelynek otthona Guanajuato állam legnagyobb városa, León volt. Nyolc szezont játszott az első osztályú bajnokságban is, legjobb eredményük egy harmadik helyezés. A csapat története során többször is megszűnt és újjáalakult, legutóbb 2014-ben szűnt meg.

## Története
Az Unión de Curtidorest 1928. augusztus 15-én alapították. Amikor 1943-ban elindult a professzionális bajnokság, Antonio Morales kezdeményezésére helyiek egy csoportja kérelmet nyújtott be, hogy Leónból legyen egy csapat a bajnokságban. Az Unión de Curtidores néhány játékosa, kiegészülve a guanajuatói válogatott tagjaival, meg is alakították az Unión-León nevű klubot, ami a későbbi Club León elődje volt. Ekkor az Unión de Curtidores megszűnt.
Később a klub újjáalakult, és az 1967–1968-as szezont már a másodosztályban játszotta. Az 1973–1974-es szezonban már az elődöntőig meneteltek, de a Tigres de la UANL legyőzte őket. Viszont az első osztály csapatszámát éppen a következő évben emelték meg 18-ról 20-ra, így feljuthatott a második és harmadik helyezett, vagyis például a Curtidores is. Első első osztályú szezonjukban máris bejutottak a rájátszásba, ott pedig a harmadik helyet szerezték meg. A következő évben, már az új, egyenes kieséses rendszerben az elődöntőig jutottak, de a következő években gyengébb szereplés következett. 1980-ban már a kiesés széléig sodródtak, de a kiesésről döntő párharcot a Jalisco ellen még meg tudták nyerni. Egy évvel később ismét kiesési csatát kellett vívniuk, ezúttal az Atlasszal szemben, ezt pedig már 3–2-es összesítéssel elvesztették, így búcsúzniuk kellett az első osztálytól.
1983-ban ismét megnyerték a másodosztályt, a döntőben a Zamorát legyőzve, ám csak ezután csak egy évet töltöttek a legmagasabb osztályban. 1999-ben újabb másodosztályú bajnoki cím következett: a döntőben a Cruz Azul Hidalgót győzték le aranygóllal, ám hiába, mert az első osztályból kieső Puebla FC felvásárolta őket, így bent maradt az első osztályban, a másodosztályban pedig egy új pueblai csapat, az Ángeles de Puebla indult a következő szezontól, az Unión de Curtidores pedig megszűnt.
2013-ban egy Rafael Flores Alcocer nevű befektető, miután újra bejegyeztette az Unión de Curtidores nevet, a harmadosztályú bajnokságban indította el a csapatot. A tőle független Unión de Curtidores nevű civilszervezet kifogásolta ugyan a lépést, és nem ismerte el a régi, általuk szeretett klub jogutódjának az újat, de mivel a név nem volt jogilag levédve, így az új csapat viselhette a régi nevet. Egy évvel később azonban, a tulajdonos állítása szerint az önkormányzat támogatásának hiánya miatt, újra megszűnt az együttes.

## Bajnoki eredményei
A csapat első osztályú szereplése során az alábbi eredményeket érte el:
| Év        | Alapszakasz-helyezés | Eredmény a rájátszásban |
| --------- | -------------------- | ----------------------- |
| 1974–1975 | 6. hely              | 3. hely                 |
| 1975–1976 | 8. hely              | Elődöntős               |
| 1976–1977 | 16. hely             |                         |
| 1977–1978 | 20. hely             |                         |
| 1978–1979 | 13. hely             |                         |
| 1979–1980 | 19. hely             |                         |
| 1980–1981 | 19. hely             |                         |
| 1983–1984 | 20. hely             |                         |